# Villachuato
Villachuato, población en Michoacán en el municipio de Puruándiro (México).
Pueblo en crecimiento ubicado al norte en la región bajío del estado, goza de un clima templado. 

## Historia
Durante el período colonial, fue el asentamiento de una hacienda en particular, la cual además de pertenecer a una familia con dinero, o bien llamados hacendados, servía como un lugar que surtía a parte del bajío. Junto con otras haciendas formaba un tipo de comunidad mercantil. Este grupo surtía especialmente a Guanajuato y algunos otros centros mineros por su cercanía con ellos.
En la lucha de independencia, la población estuvo en manos de insurgentes, que en 1813, al mando de Ignacio López Rayón, se encargaron de establecer el orden político y reactivaron el comercio, para surtir de alimentos a las tropas independentistas que operaban en el bajío. A razón de lo anterior la población sufrió varios ataques.
El reparto agrario, que tuvo como actores a los campesinos demandantes de la tierra y a los dueños de las haciendas, fue otro de los conflictos importantes de los habitantes de este lugar, tanto que llegó a extremos de violencia.

## Datos poblacionales
Hoy en día, es un pueblo en crecimiento, de aproximadamente 2,002

## Religión
Predomina la religión Católica, seguida en menor escala por la Protestante[cita requerida].

## Datos geográficos
Se localiza al norte del Estado de Michoacán, en las coordenadas 20º10' de latitud norte y 101º34' de longitud oeste, a una altitud de 1994 metros sobre el nivel del mar. Su distancia a la capital del Estado, Morelia, es de 115 km.

### Orografía
Su relieve lo constituye la depresión del Río Lerma y el sistema volcánico transversal. Predominan los valles y planicies. Frente de este poblado se localiza el Cerro de Villachuato, que es la cumbre más alta de la región y una de las más altas del estado, con 4200 metros sobre el nivel del mar.

### Hidrografía
Su red hidrográfica se constituye por los arroyos y canales provenientes del río Lerma-Santiago. A unos 5 km se localiza la presa del Rosario, reserva de agua para el apoyo de las actividades económicas de esta población, como la agricultura, la ganadería, etc.

## Clima
Su clima es templado con lluvias en verano. Tiene una precipitación anual de 789 milímetros y temperaturas que oscilan de 1 °C a 38º centígrados.

## Principales ecosistemas
Domina la pradera. Su fauna se conforma por: tordo, güilota, codorniz, urraca, conejo, liebre, coyote y tlacuache.

## Recursos naturales
La superficie forestal maderable, es ocupada por encino, la no maderable por arbustos de distintas especies. Localizadas principalmente en el Cerro de Villachuato.

## Características y uso del suelo
Los suelos, datan de los períodos cenozoico, terciario y mioceno, corresponden principalmente a los del tipo chernozem. Su uso es primordialmente agrícola y ganadero y en mínima proporción forestal.

## Agricultura y Ganadería
En esta region del estado predomina el cultivo de fresa.
Además otros cultivos son el maíz, sorgo, trigo, fríjol, alfalfa, camote, calabaza, cebolla y jitomate.
Se cría ganado bovino, porcino, caprino, ovino, caballar, mular, aves de corral y la apicultura.

## Industria
Se cuenta, granjas donde se engorda ganado porcino, aves de corral, bovino, ovino y caprino. Así como también, opera en este lugar una empresa de compra-venta de fertilizantes y diversos tipos de grano.

## Turismo
En este poblado se cuenta con sitios históricos como el Complejo Arquitectónico ex-hacienda de Villachuato, templo parroquial del Señor de la Salud, un pequeño complejo de edificaciones pertenecientes a la antigua estación de Ferrocarril, que datan del siglo XVIII, una pequeña capilla que es recinto donde se llevan a cabo cada año diversas manifestaciones religiosas como lo son, los llamados "encierros religiosos".
En semana Santa es una muy buena fecha para visitar este pueblo, ya que sus fiestas no se ven en ningún otro lado.

## Comercio
Cuenta con, tiendas de abarrotes, tiendas de ropa, calzado, alimentos, ferreterías, farmacias, papelerías, talleres mecánicos, tortillerías, paleterías, taquerías, panaderías, fertilizantes y semillas, forrajera, estética, vídeos, negocios de comida rápida (mariscos, pizzería, taquerías, tortas, hamburguesas). 

## Servicios
Cuenta con los servicios básicos, electricidad. Alcantarillado-Drenaje, agua corriente, alumbrado público, teléfono, teléfono público o casetas telefónicas, Telecable. Servicio de wifi, Cuenta con transporte de Villachuato a Puruandiro.

## Salud
Cuenta, con Consultorios médicos y una Clínica, Centro de Salud y Farmacias.

## Educación
Se encuentran solo los niveles básicos, Preescolar, Primaria y Secundaria, los habitantes de esta población acuden a las poblaciones de Puruándiro y Angamacutiro para estudiar el nivel Medio Superior o Preparatoria, entrando a instituciones como, CECyTEM, PREFECO "Díaz Ordáz", Colegio de Bachilleres, Preparatoria Abierta, ICATMI, así como a Institutos de Belleza.
En un futuro, en esta población tomando en que provee, una riqueza arquitectónica excepcional, única en la región, prueba de ello es la Ex-Hacienda que por los esfuerzos por su conservación, hace unos años estuvo el Gobernador de Michoacán, el cual prometió ayuda para rescatarla, es decir Repararla y Remodelarla, pero con las características originales que está tenía desde los tiempos de la revolución.
Prueba de ello y gracias a este proyecto se pretende en un Futuro que la Prestigiosa, La mejor universidad en Carreras de Tipo Agropecuario (Actividades Primarias y Secundarias) estamos hablando de La Universidad Autónoma De Chapingo, decidió que este era un lugar idóneo por su espacio, para establecer una sede o un "campus" de esta universidad, ya que en la actualidad se cuenta ya con un 70% de avance en su reparación, se calcula que de llevarse a cabo este proyecto de la iniciación o entrada de la institución educativa en unos años, se contará con la primera universidad en el municipio y en la región.

## Fiestas
La principal celebración de este pueblo son Las Fiestas Patronales Del Señor de La Salud, que se celebran cada año en Semana Santa, en la cual llegan un sin número de personas oriundas de estas tierras provenientes de Estados Unidos, acompañadas de un número considerable de nortemericanos, lo cual es un dato importante puesto que significa turismo para esta localidad. En las fiestas se llevan a cabo diversas actividades. Hay celebraciones religiosas, bailes tradicionales, El baile del Sábado de Gloria, jaripeos, palenque, carreras de caballos, juegos mecánicos, exhibiciones pirotécnicas.
La gente recibe a turistas de toda la república de México e incluso extranjeros.
El Sábado de Gloria la gente baja por la entrada principal con bandas de música, en caminata hasta la plaza principal, como ya es costumbre bailando, divirtiéndose, mojándose, etc.
Las fiestas patronales comienzan el Domingo de Ramos y terminan el miércoles de la siguiente semana, con duración de casi de 2 semanas.